# Clarkdale
Clarkdale – miasto w Stanach Zjednoczonych, w stanie Arizona, w hrabstwie Yavapai.